# Гаспар де Гузман, војвода Оливареса
Гаспар де Гузман (Рим, Папска држава, 6. јануар 1587. - Торо, Шпанија, 22. јул 1645.) је био најистакнутији шпански политичар у првом периоду владавине краља Филипа IV (1621-1665).

## Биографија
Рођен је у Риму 1587. године као син шпанског амбасадора. Оливарес је био најистакнутији саветник младог шпанског краља Филипа IV. Филип долази на власт након смрти свог оца 1621. године. Оливарес постепено уклања своје противнике са положаја. Учеда одлази у затвор, а Љерми се забрањује долазак у Мадрид. На највише положаје Оливарес доводи своје рођаке. Управо тада истиче примирје са Низоземском. Рат се наставља. Оливарес је покушао да спроведе неопходне реформе. Најзначајнија је финансијска реформа. Он жели да се пореска оптерећења равноправно расподеле на читаву државу и предлаже стварање банкарског система. Кортеси Арагона, Валенсије и Каталоније одбацују 1626. године Оливаресов захтев за стварање јединствене војне снаге. Највећи отпор пружа Каталонија. Оливарес умањује неке од најнеправеднијих привилегија. Црква мора да плаћа веће порезе него до тада, а ограничава се њено стицање земље. Смањује се утицај инквизиције. Племству успева да наметне неке порезе.
Цена успеха Шпаније у спољној политици је сиромаштво њених становника. Шпанија у Тридесетогодишњем рату устаје против Чешке што јој ствара неприлике у Низоземској. Низоземска флота поражена је код Гибралтара 1626. године. Између 1628. и 1631. године траје необјављени рат против Француске јер Шпанци настоје да спрече Французе да уђу у Монферат. Филипов брат, надвојвода Фердинанд, постављен је 1634. године за гувернера Низоземске. Шпанци побеђују Швеђане код Нордлингена и ослобађају јужну Немачку. Последица је улазак Франуске у Тридесетогодишњи рат. Шпанске снаге упадају у Француску и угрожавају сам Париз. Међутим, Француска се брани и постепено стиче предност. Адмирал Тромп уништава шпанску флоту 1639. године. У пролеће 1640. године избија устанак у северној Каталонији кога подржава и свештенство. Устанак се шири на целу Каталонију. Устаници заузимају Барселону и убијају вицекраља. Оливарес шаље нове трупе у Каталонију. Ришеље покушава да помогне устанике. Настоји да Каталонија постане независна држава под заштитом француског краља. Каталонско племство одбацује такво решење. Отпор Каталонаца угушен је тек 1652. године.
Нерасположење избија и у Португалији због фискалне политике Шпанаца. Љерма и Оливарес на највише положаје постављају Кастиљце. Са устаницима сарађују и највиши црквени кругови. Устаници се 1640. године окупљају око представника породице Браганаца. Њен вођа је Жоао кога Оливарес покушава да удаљи из земље. Побуњеници извршавају државни удар у Лисабону, а Жоао је проглашен за краља Жоаоа IV. Шпанија безуспешно покушава да врати Португалију под своју власт. Португалци 1654. године враћају и Бразил. Шпанија признаје независност Португала 1668. године. Устанци у Каталонији и Португалу доводе до пада Оливареса. Против њега је и племство. Краљ га је отпустио 1643. године и Оливарес одлази у добровољно прогонство. Власт постепено прелази у руке Оливаресовог сестрића Луиса од Хароа. Оливарес је умро 22. јула 1645. године у Тороу.